# NGC 568
NGC 568 je galaksija u zviježđu Kipar.

## Vanjske poveznice
- SEDS: NGC 0568